# 844 до н. е.

## Події
- Ассирія: похід царя Салманасара ІІІ на північ, у країну Наїрі (Урарту), розгром столиці Урарту;
- Урарту: царем став Лутіпрі (до 834 р. до н. е.).